# Vallée des Merveilles

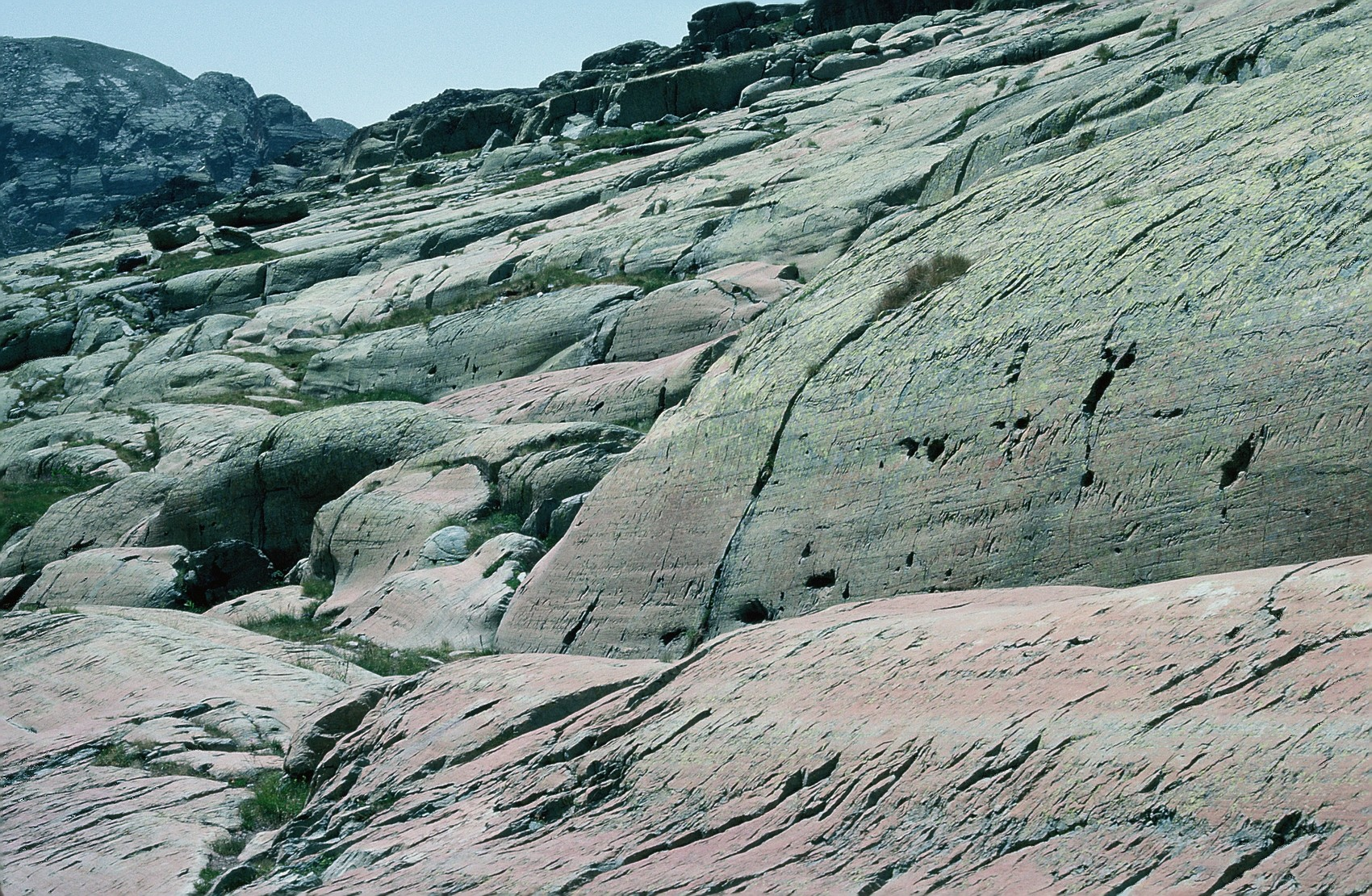
Vallée des Merveilles

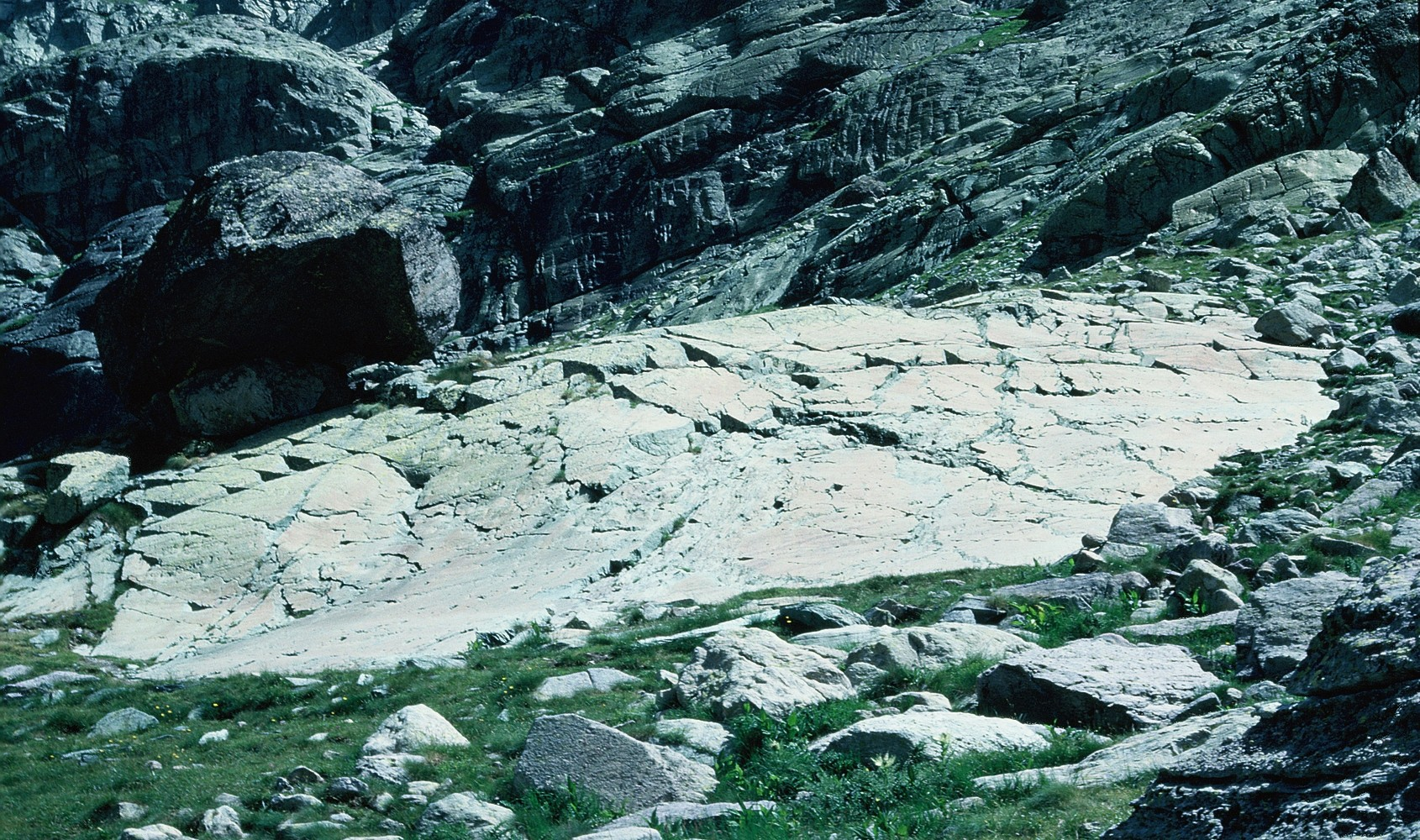
Vallée des Merveilles we Francji

Vallée des Merveilles (Dolina cudów) – wysoka dolina wewnątrz Parku Narodowego Mercantour we francuskich Alpach Nadmorskich. 
Obszar znajduje się na zachód od rzeki Roya, wokół szczytu Monte Bego, który ma 2 872 metrów wysokości. Odosobniona dolina, charakteryzująca się ostrym górskim klimatem, wysokimi górskimi krajobrazami z dolinami, szczytami i jeziorami. Tylko w krótkim lecie kwitną zioła.

## Ryciny skalne

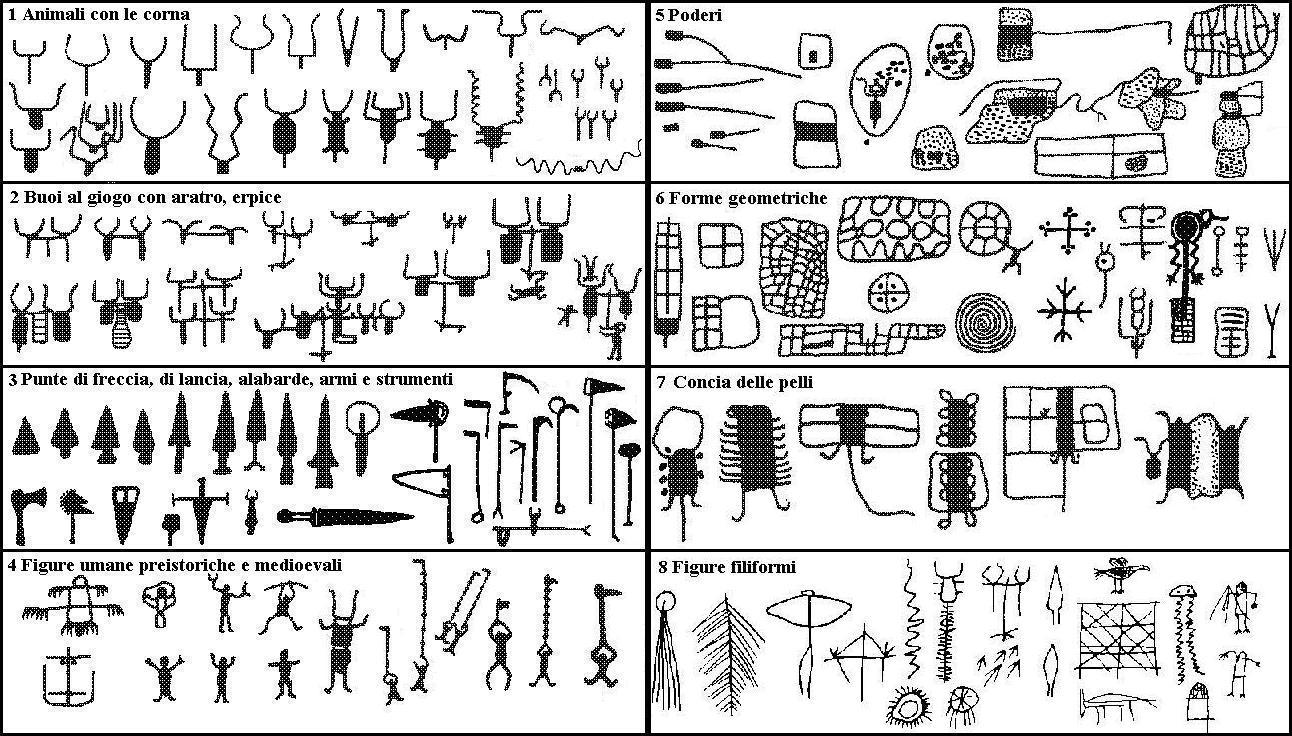
Petroglify

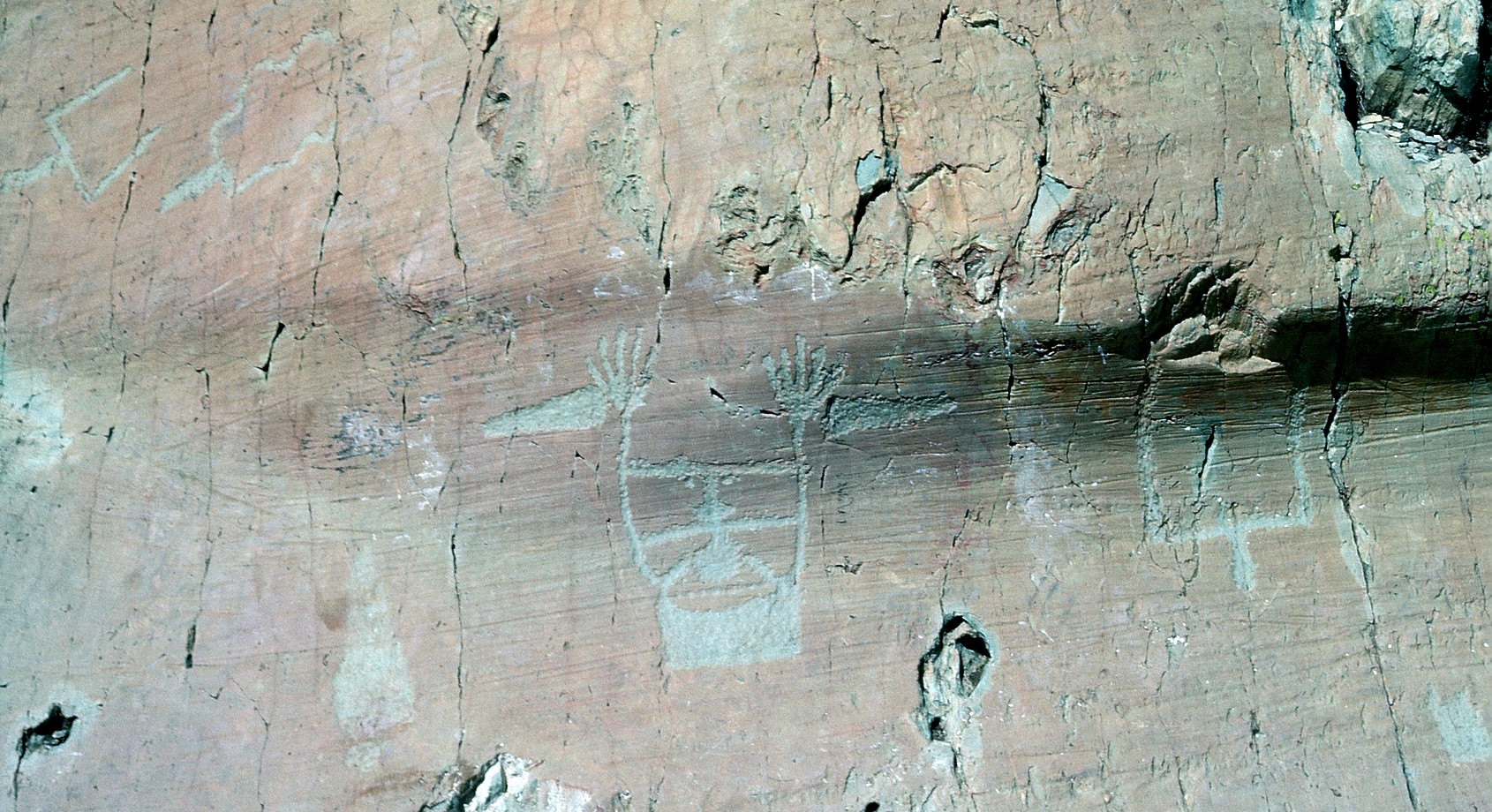
Prehistoryczne ryciny, Vallée des Merveilles

Vallée des Merveilles znana jest ze swoich około 40 000 petroglifów w otoczeniu szczytu Monte Bego, które są największym znaleziskiem prehistorycznym rycin w Alpach po rysunkach naskalnych w Val Camonica. Ryciny odkryto w Vallée des Merveilles, ale też w Vallée de Fontanalba (Dolina białego źródła), w dolinie Vallaurette i Col de Sabion. Rysunki zostały w ostatnich czasach porysowane przez epokę lodową, razem z nimi powierzchnie skał.
Istnieją dwa rodzaje rycin:
- Rzeźby liniowe, pochodzące z epoki galijsko-rzymskiej, które występują po dziś dzień;
- Obrazki ze wcześniejszej epoki brązu, około 1 800 lub 1 500 przed Chrystusem, które zostały dokładnie wycięte w powierzchni z kwarcytu narzędziami krzemiennymi  o średnicy od 1 do 5 mm.

Rysunki na szczycie Monte Bego przedstawiały rodzaj bóstwa występującego w plemionach Ligurii. Gniew i dobroć w postaci wody i burz. Ubóstwianie gór było tak samo, jak w wielu innych miejscach połączone z kultem byków. Połowa rysunków przedstawia bydło i ikony rogów. Ilustrowane uprawy polowe z pługami lub bronami oraz zwierzęta, które wtedy były częścią zagospodarowania.

## Badania
Pierwsza pisemna wzmianka o rysunkach skalnych pojawiła się w 1700. Systematyczne badania rozpoczęły się w ok. 1885 przez brytyjskiego przyrodnika, Clarenca Bicknella.   
Pomiędzy 1927 i 1942 Carlo Conti, reprezentujący władze archeologiczne Piemont przedstawił wszystkie zdjęcia skalne na mapie i skatalogował je. Od 1967 badaniami zajmuje się dział paleoantropologii i profesor Henry de Lumley.

## Dostęp do Vallée des Merveilles
Dostęp do Vallée des Merveilles możliwy jest przez szlaki turystyczne GR 52 i przez Via Alpina, a także przez wiele dróg lokalnych. Można też dotrzeć specjalnym Pociągiem des Merveilles.

## Zabytki
- Musée des Merveilles[2] (Muzeum des Merveilles) w Tende